# 圣德肋撒堂 (梅斯)
圣女德肋撒堂（法語：Église Sainte-Thérèse-de-l’Enfant-Jésus）是法国阿尔萨斯-香槟-阿登-洛林大区摩泽尔省梅斯一个罗马天主教教堂，位于梅斯新城区。
该堂为现代风格，建于1938年-1954年。1998年列为法国历史古迹。